# يعقوب أورلوف
يعقوب أورلوف  (بالسويدية: Jakob Orlov)‏(مواليد 15 مارس،1986) ، لاعب كرة قدم سويدي يلعب كمهاجم فينادي بران الرياضي النرويجي.

## الحياة المهنية
في شهر يناير عام 2014، انتقل يعقوب  إلى  الدوري النرويجي الممتاز مع فريق بران الرياضي. وفبي السابق لعب يعقوب مع فريق غيفلي بعد أن أصبح ثاني أفضل لاعب هداف في موسم ديفيشن واحد سودرا 2009 (بالسويدية: 2009 Division 1 södra). في شهر أغسطس من عام 2015 ، أكمل يعقوب موسم كامل من الإعارة لفريق  هاماربي السويدي، وبدوره قام نادي هاماربي بإعارة اللاعب الجناح أماديا ريني لنادي بران. 

## روابط خارجية
- يعقوب أورلوف على موقع اتحاد السويد (السويدية)
- يعقوب أورلوف على موقع قاعدة بيانات كرة القدم.إي يو (الإنجليزية)
- يعقوب أورلوف على موقع Soccerway.com (الإنجليزية)